# Петар Цветковић (правник)
Петар Цветковић (1856 — 1903) био је адвокат у Сомбору.

## Биографија
Рођен је у Бачкој Паланци 24. марта 1856. Био је адвокат у граду Сомбору. Био је члан школског одбора епархије Бачке и вирилни члан представништва Бач-бодрошке жупаније. Оженио се са Лепосавом Арацки. Цветковићево име је посебно важно помена због учешћа у националном покрету који се због насилне мађаризације јавио у бачком месту Сантову. Велики део правничких послова приликом преласка сантовачких Шокаца у православну веру 1899. године, примио је на себе. Цветковић је издејствовао да се овај чин спроведе на основу права слободне промене вероисповести у Аустроугарској монархији. Успео је да одјављивање у два маха, са око 1000 потписа, преда надлежном сантовачком католичком свештенику. Цветковић је потом одјаве сантовачких Шокаца доставио среском начелству у Баји. На основу овог правног поступка Сантовчани су припали под јурисдикцију Српске православне цркве. Тако је заслугом адвоката Петра Цветковића, сомборског учитеља Стефана Илкића и сомборског проте Љубомира Купусаревића, у Сантову 12. марта 1899. прешло у православље 1177 особе.
Петар Цветковић је умро у Сомбору 23. јуна 1903. године.